# New York City Marathon 1982
De New York City Marathon 1982 werd gelopen op zondag 24 oktober 1982. Het was de dertiende editie van deze marathon.
De Amerikaan Alberto Salazar kwam bij de mannen voor de derde keer op rij als eerste over de streep in 2:09.29. De Noorse Grete Waitz behaalde haar vierde overwinning bij de vrouwen in 2:27.14.
In totaal finishten 13.559 marathonlopers de wedstrijd, waarvan 11.700 mannen en 1899 vrouwen.

## Uitslagen

### Mannen
| rang   | naam                | land | tijd    |
| ------ | ------------------- | ---- | ------- |
| Goud   | Alberto Salazar     | USA  | 2:09.29 |
| Zilver | Rodolfo Gómez       | MEX  | 2:09.33 |
| Brons  | Dan Schlesinger     | USA  | 2:11.54 |
| 4      | Ryszard Marczak     | POL  | 2:12.44 |
| 5      | David Murphy        | ENG  | 2:12.48 |
| 6      | Thomas Raunig       | USA  | 2:13.22 |
| 7      | George Malley       | USA  | 2:13.29 |
| 8      | Jose Gomez          | MEX  | 2:13.43 |
| 9      | Martti Kiilholma    | FIN  | 2:13.51 |
| 10     | Dean Matthews       | USA  | 2:14.00 |
| 11     | Ralph Serna         | USA  | 2:14.22 |
| 12     | Ricardo Ortega      | ESP  | 2:14.23 |
| 13     | Ralf Salzmann       | GER  | 2:14.33 |
| 14     | Armando Cendejas    | USA  | 2:15.00 |
| 15     | Kjell-Erik Ståhl    | SWE  | 2:15.02 |
| 16     | Adrian Leek         | WAL  | 2:15.56 |
| 17     | Anatoliy Aryukov    | URS  | 2:15.56 |
| 18     | Benji Durden        | USA  | 2:16.09 |
| 19     | Michael Pinocci     | USA  | 2:16.11 |
| 20     | Oyvind Dahl         | NOR  | 2:16.33 |
| 21     | Michael Buhmann     | USA  | 2:16.53 |
| 22     | Don Norman          | USA  | 2:16.56 |
| 23     | Mervyn Brameld      | ENG  | 2:17.11 |
| 24     | Alessandro Rastello | ITA  | 2:17.15 |
| 25     | Demetrio Cabanillas | MEX  | 2:17.31 |

### Vrouwen
| rang   | naam                | land | tijd    |
| ------ | ------------------- | ---- | ------- |
| Goud   | Grete Waitz         | NOR  | 2:27.14 |
| Zilver | Julie Brown         | USA  | 2:28.33 |
| Brons  | Charlotte Teske     | GER  | 2:31.53 |
| 4      | Laura Fogli         | ITA  | 2:33.01 |
| 5      | Ingrid Kristiansen  | NOR  | 2:33.36 |
| 6      | Julie Isphording    | USA  | 2:34.24 |
| 7      | Laurie Binder       | USA  | 2:35.18 |
| 8      | Nadezhda Gumerova   | URS  | 2:35.28 |
| 9      | Carla Beurskens     | NED  | 2:35.37 |
| 10     | Nancy Ditz          | USA  | 2:38.08 |
| 11     | Cynthia Hamilton    | CAN  | 2:38.12 |
| 12     | Marit Uglem         | NOR  | 2:39.34 |
| 13     | Iciar Martinez      | ESP  | 2:42.36 |
| 14     | Karolin Szabo       | HUN  | 2:42.43 |
| 15     | Kitty Consolo       | USA  | 2:42.46 |
| 16     | Carol Gould         | ENG  | 2:42.47 |
| 17     | Zhanna Domoratskaya | URS  | 2:43.57 |
| 18     | Laura Dewald        | USA  | 2:43.57 |
| 19     | Cindy Dalrymple     | USA  | 2:44.15 |
| 20     | Leslie Watson       | SCO  | 2:44.18 |
| 21     | Ann Peisch          | USA  | 2:44.32 |
| 22     | Beverley Malan      | RSA  | 2:44.40 |
| 23     | Isabelle Carmichael | USA  | 2:44.43 |
| 24     | Sarah Quinn         | USA  | 2:45.18 |
| 25     | Cindy Wuss          | USA  | 2:45.21 |

1970 ·
1971 ·
1972 ·
1973 ·
1974 ·
1975 ·
1976 ·
1977 ·
1978 ·
1979 ·
1980 ·
1981 ·
1982 ·
1983 ·
1984 ·
1985 ·
1986 ·
1987 ·
1988 ·
1989 ·
1990 ·
1991 ·
1992 ·
1993 ·
1994 ·
1995 ·
1996 ·
1997 ·
1998 ·
1999 ·
2000 ·
2001 ·
2002 ·
2003 ·
2004 ·
2005 ·
2006 ·
2007 ·
2008 ·
2009 ·
2010 ·
2011 ·
2012 · 
2013 ·
2014 ·
2015 ·
2016 ·
2017 ·
2018 ·
2019 ·
2020 · 
2021 ·
2022 ·
2023 ·
2024